# Adlermühle
Die Adlermühle war ein Wohnplatz der Gemeinde Schönefeld im Landkreis Dahme-Spreewald in Brandenburg.

## Lage
Der Wohnplatz entstand um eine Mühle, die bereits im Jahr 1783 erwähnt wurde. Sie lag zu dieser Zeit als „zwischen den Wegen nach Bohnsdorf und Altglienicke gelegen“. Der Wohnplatz befand sich im nördlichen Bereich der Gemarkung und dort südöstlich des im 21. Jahrhundert noch vorhandenen Wohnplatzes Thiekesiedlung.

## Geschichte
Adlermühle wurde 1856 erstmals in einem Amtsblatt der Regierung Potsdam erwähnt. Es gehörte zum Domkapitel zu Berlin. Zu dieser Zeit lebten 17 Personen an dem Wohnplatz. Aus dem Jahr 1860 sind ein Wohn- sowie zwei Wirtschaftsgebäude überliefert, darunter eine Getreidemühle. Die Einwohner waren bis 1878 der Gerichtskommission Köpenick unterstellt, anschließend bis 1945 dem Amtsgericht Berlin II bzw. Berlin-Neukölln.
1932 wurde aus dem als Etablissement bezeichneten Ort ein Wohnplatz der Gemeinde Schönefeld. Mit der Entwicklung Schönefelds zu einer Stadtrandsiedlung wurde Adlermühle zusammen mit den Wohnplätzen Chausseehaus, Thiekesiedlung, Dunkelsiedlung, Hoffmannsiedlung und Ziedrichsiedlung im Jahr 1950 eingemeindet. 1962 wurde das Mühlengebäude nach dem Bau der Berliner Mauer und dem Bau der Bundesautobahn 113 abgerissen.